# Buthus somalilandus
Espèce
Buthus somalilandus est une espèce de scorpions de la famille des Buthidae.

## Distribution
Cette espèce est endémique du Somaliland en Somalie. Elle se rencontre vers Berbera.

## Description
Le mâle holotype mesure 47,28 mm et la femelle paratype 53,88 mm.

## Étymologie
Son nom d'espèce lui a été donné en référence au lieu de sa découverte, le Somaliland.

## Publication originale
- Kovařík, Šťáhlavský & Elmi, 2020 : « Scorpions of the Horn of Africa (Arachnida: Scorpiones). Part XXIII. Buthus (Buthidae), with description of two new species. » Euscorpius, no 307, p. 1-32 (texte intégral).